# Чаплин, Георгий Ермолаевич
Гео́ргий Ермола́евич Ча́плин (1886, Тверская губерния — 1950, Лондон) — российский военный деятель, капитан 1-го ранга (июль 1919 года), английский подполковник (1940-е годы), один из руководителей белого движения на севере России, ставленник британской военной миссии, выступавший под именем капитана Томсона. Из дворянской семьи. Владел английским, французским и немецким языками.

## Образование и начало морской службы
Родился 5 (17) апреля 1886 года. Сын действительного статского советника Ермолая Николаевича Чаплина (21.01.1857 — 30.08.1905), Санкт-Петербургского почт-директора.
Окончил реальное отделение Петербургского училища Святой Анны (1903), учился в Петербургском технологическом институте. С сентября 1905 года — юнкер флота в 18-м флотском экипаже. В 1906 году награждён серебряной медалью с надписью «За храбрость» на Георгиевской ленте «в воздаяние честно исполненного воинского долга и присяги при подавлении мятежа на учебном судне „Рига“ в ночь с 19 на 20 июня». В мае 1907 года был произведён в корабельные гардемарины. В 1907—1908 годах совершил заграничное плавание на линейном корабле «Слава», во время которого участвовал в спасении пострадавших от землетрясения в городе Мессина (Италия), за что был награждён итальянской серебряной медалью.
В 1908 году произведён в мичманы. Служил на Балтийском флоте, на линейных кораблях «Слава», «Цесаревич» и «Андрей Первозванный». Уже молодым офицером проявил себя решительным сторонником монархии, во время дискуссий в офицерской среде критиковал либеральные реформы Александра II как расшатывавшие устои самодержавия. Сторонник жёсткой дисциплины. С 1912 года — лейтенант. Окончил военно-морской отдел Николаевской морской академии (1914; по первому разряду, за что награждён орденом Св. Станислава 3-й степени).

## Участие в Первой мировой войне
Участник Первой мировой войны, в октябре 1914 — июле 1915 года служил на базировавшейся в русском порту Либава британской подводной лодке Е1, принимал активное участие в боевых действиях. Награждён орденом Св. Анны 3-й степени с мечами и бантом (1914), Георгиевским оружием (1915; «за подвиги мужества и храбрости, связанные с выполнением или содействием к выполнению опасных операций»), орденом Св. Владимира 4-й степени с мечами и бантом (1916), орденом Св. Георгия 4-й степени (1917; «за отличия в делах против неприятеля»), а также британским Крестом за отлично-усердную службу (1916).
С 1915 года — и. д. старшего флаг-офицера по оперативной части штаба начальника Минной обороны Балтийского моря. С 1916 года — старший лейтенант, с июля 1917 года — капитан 2-го ранга («за особые заслуги по военным обстоятельствам»). В 1917 году командовал эсминцами «Михаил» и «Туркменец-Ставропольский» (впрочем, приказ о его назначении командиром последнего был опротестован судовым комитетом, и Чаплину пришлось 18 октября 1917 года сдать командование). Некоторое время командовал отрядом миноносцев.

## Участие в Гражданской войне
Как следует из мемуаров и немногочисленных политических выступлений самого Чаплина, его представление о целях белой борьбы не было ни комплексным, ни последовательным. В большевиках Чаплин видел не только сторонников определённой политической доктрины, но прежде всего «изменников Родины», которые, «использовав внутренние раздоры, отдали Родину на позор и разграбление германцам». Главной своей целью считал свержение большевиков и восстановление Восточного фронта для продолжения войны с Германией. Монархических симпатий не скрывал, объясняя их военным воспитанием и нерушимостью данной присяги. Представление о будущем России выражал в абстрактной формуле: «Час пробьёт, светлое будущее наступит и, как встарь, в сердце Страны, в освобождённой Москве, свободный Русский Народ изберет себе достойное правительство».
Весной 1918 года, в условиях развала русского флота, обратился к представителям Великобритании в Петрограде с просьбой о зачислении на британскую военную службу. В 1928 г. в 4-м томе «Белого дела» Чаплин сообщил, что «находился в тесной связи с покойным английским морским агентом, кап. I ранга Кроми и прочими морскими и военными агентами союзников». В начале мая 1918 г. Кроми предложил ему активизировать действия: подрывать корабли Балтийского флота при угрозе их передачи большевиками Германии, железные дороги и мосты. Для этого следовало создать минное подразделение на больших кораблях.
Состоял в штабе подпольной петроградской организации военного врача В. П. Ковалевского вместе с самим Владимиром Павловичем. В штабе также работали «гвардейский полковник и полковник генерального штаба». Первоначально она переправляла офицеров на Дон, на Волгу к белочехам, реже — к союзникам на Мурман. В мае основным направлением отправки офицеров стал Архангельск. Военный врач и полковник генштаба остались в Петрограде для организации отправки, гвардейский полковник должен был проникнуть в ряды Красной Армии и получить назначение на Мурманскую железную дорогу, чтобы организовать там передаточный пункт. Чаплина направили в Архангельск для приема офицеров и организации последующего вооруженного выступления. По рекомендации британского военно-морского агента Фрэнсиса Ньютона Аллана Кроми в Вологде Чаплин получил документы английского гражданина и сотрудника английской военной миссии на имя Томсона, а затем в Архангельске занимался организацией антибольшевистского переворота. В ночь на 2 августа 1918 года он провёл военный переворот в Архангельске, в результате которого в городе была свергнута советская власть. Стал командующим всеми морскими и сухопутными вооружёнными силами Верховного управления Северной области.
Выступал за решительную борьбу с большевиками, негативно относился к Верховному управлению, составленному из представителей социалистических партий. В ночь на 6 сентября 1918 года во главе группы офицеров при поддержке губернского правительственного комиссара Н. А. Старцева совершил переворот, отстранив от власти социалистов. Однако по требованию дипломатического корпуса стран «Антанты» власть Верховного управления была восстановлена, Чаплин выслан в деревню Исакогорку.
С весны 1919 года — командир 4-го Северного стрелкового полка, отличился в боях против большевиков в марте 1919 года, за что был награждён британским орденом «За выдающиеся заслуги». С июля 1919 года — капитан 1-го ранга, командующий речными и озёрными флотилиями Северной области, активно содействовал наступлению белых войск осенью 1919 года. Распорядился установить корабельные орудия на баржи, которые были приведены на буксирах на реку Северная Двина и существенно помогли наступавшим войскам. В декабре 1919 года награждён орденом св. Владимира 3-й степени с мечами. После неудач белых войск на фронте в начале 1920 года был одним из руководителей их эвакуации из Архангельска в феврале того же года.

## Эмигрант
Жил в эмиграции в Англии. Был членом союза взаимопомощи бывших военнослужащих русского флота. Сохранил правые политические взгляды, участвовал в Рейхенгальском монархическом съезде (1921), был сторонником великого князя Кирилла Владимировича, которому в 1923 предлагал обратиться за поддержкой к российскому крестьянству:

Ввиду того что за 6 лет революции интеллигенция частью погибла, частью же вынуждена служить у большевиков и в трудных материальных условиях за границей, все более и более развращаясь, единственным, сравнительно здоровым элементом в России осталось лишь крестьянство, и лишь на крестьянстве можно строить расчеты, как по свержению большевиков, так и по будущему государственному строительству освобождённой России.

В то же время старался дистанцироваться от эмигрантской политики, «споры и раздоры» которой представлялись ему ничтожными по сравнению с реальными задачами. С августа 1930 года — председатель Союза участников Гражданской войны в Англии, входившего в состав Русского общевоинского союза (РОВС), главой которого в это время стал хорошо знакомый Чаплину по службе в Архангельске генерал Е. К Миллер. С февраля 1939 года — один из организаторов Российского национального объединения в Лондоне. Мемуарист.

## Деятельность во время Второй мировой войны
После начала Второй мировой войны предложил британскому Генштабу образовать русский добровольческий корпус, который воевал бы против Германии, а затем, возможно, и против СССР. Также выступил с проектом формирования русского добровольческого отряда для помощи Финляндии во время советско-финской войны. Однако, эти предложения не были реализованы.
Вступил в британскую армию в чине майора, командовал 120-й ротой Королевского корпуса пионеров (инженеров), расквартированной на Шетландских островах, где руководил проектированием и строительством оборонительных сооружений. По некоторым данным, участвовал в боевых действиях в Норвегии в 1940 году.
6 июня 1944 года во главе своей воинской части высадился на побережье Нормандии. По ошибке высадка инженерного подразделения была произведена на участке побережья, упорно оборонявшемся немцами, и Чаплину пришлось возглавить прорыв с боем к основным силам британцев. В ходе прорыва была разгромлена одна из немецких воинских частей. За успешные действия был награждён орденом Британской империи.
В июле 1944 года рассматривался вопрос о назначении Чаплина командиром части из бывших советских военнопленных, служивших в немецких «восточных батальонах» на территории Франции и сдавшихся союзникам. Однако власти СССР резко выступили против этого проекта, и он не был осуществлён.
В 1944—1945 годах участвовал в боевых действиях в Бельгии. Затем служил в британской оккупационной зоне Германии, некоторое время был комендантом лагеря военнопленных. В 1947 году был начальником офицерской школы Королевского корпуса пионеров, вышел в отставку в чине подполковника.

## Последние годы жизни и смерть
В последние годы жизни продолжал работу в Российском национальном объединении. Умер 1 февраля 1950 года в Лондоне, где и был похоронен.